# 4-磷酸二乙基色胺
4-磷酸二乙基色胺（英語：  CEY-19  4-phosphoryloxy-DET  4-PO-DET）是生物鹼裸盖菇素（4-磷酸二甲基色胺）的同系物，也是色胺家族中的一种半合成迷幻药物。